# Centro de Rehabilitación Herzfeld
El Centro de Rehabilitación Herzfeld (en hebreo: מרכז שיקום הרצפלד) (transliterado: Mercaz Shikum Herzfeld) es un centro ubicado en Gedera, Israel. El centro es gestionado por el proveedor de servicios de salud Clalit Health Services. El centro de rehabilitación Herzfeld, ubicado en el municipio de Gedera, sirve principalmente como centro geriátrico y hogar de ancianos. El Centro de Reahilitación Herzfeld fue nombrado en honor a Avraham Herzfeld, un político sionista. 

## Centro médico Kaplan
El centro de rehabilitación Herzfeld, ubicado en la localidad de Gedera, es una rama del centro médico Kaplan, ubicado en Rejovot.

### Historia
El hospital fue fundado en agosto de 1953 y recibió el nombre de Eliezer Kaplan, un político y ex-Ministro de Finanzas de Israel. El centro médico Kaplan es un hospital universitario. El centro está afiliado con la organización de mujeres sionistas Hadassah y con la facultad de medicina de la Universidad Hebrea de Jerusalén. El centro médico atiende a una población de aproximadamente 700 000 personas. El hospital tiene 625 camas.

### Departamentos
El centro médico Kaplan dispone de departamentos especializados en la mayoría de campos importantes de la medicina y cuenta con personal médico que colabora con las principales instituciones académicas de investigación de Eretz Israel principalmente con el Instituto Weizmann de Ciencias, la Universidad Hebrea de Jerusalén y con organizaciones de fuera del país.
Los siguientes son algunos de sus departamentos: 
- Centro de diagnóstico y tratamiento para trastornos cardiovasculares, incluyendo asimismo todo el espectro de imagen médica no invasiva.

- Centro de hematología y

oncología. 
- Centro de salud del corazón, este departamento es un centro cardíaco que realiza cirugía del corazón.

- Departamento de cirugía ambulatoria.

- Departamento de emergencias y unidad de traumatología "Ilan Ramon", centro dedicado a la medicina de emergencia.

- Departamento geriátrico de educación e investigación y centro de rehabilitación geriátrica "Herzfeld".
- Departamento de ginecología y obstetricia.

- Departamento de investigación y tratamiento de oncología, médula ósea y células madre.

- Departamento de medicina nuclear y unidad de isótopos.

- Departamento de medicina pulmonar.

- Departamento de oncología y tumores del sistema digestivo.

- Departamento de tratamiento e investigación del VIH.

- Departamento y laboratorio de cateterización, incluye a las especialidades no invasivas de la cardiología. El departamento lleva a cabo la sustitución de la válvula aórtica.

- Unidad de cuidados intensivos (UCI).

- Unidad de cuidado pediátrico, forma parte del departamento de pediatría del centro, recibe anualmente a 55.000 pacientes, con edades que van desde los 0 hasta los 16 años de edad. El centro cuenta con 60 camas, la unidad recibe a más de 6.000 niños anualmente.

### Ubicación
El centro médico Kaplan se encuentra en Rejovot. En 2001, el centro contaba con 625 camas. El hospital presta servicios médicos a la población de la región de Sefelá y los municipios de Rejovot, Yavne y Gedera. El centro sirve a la población de Asdod junto con el Centro Médico Barzilai situado en Ascalón. El hospital se encuentra a unos 13 kilómetros de la costa del Mar Mediterráneo.